# Cisseps wrightii
Cisseps wrightii là một loài bướm đêm thuộc phân họ Arctiinae, họ Erebidae.